# Venantius Fortunatus
Venantius Honorius Clementianus Fortunatus (asi 530 Valdobbiadene — asi 609 Poitiers) byl latinsky píšící básník, autor chvalozpěvů merovejského období, křesťanský duchovní a biskup v Poitiers.

## Život
Narodil se ve 30. letech 6. století v Duplavilis (moderní Valdobbiadene) pod byzantskou nadvládou. Studoval v Ravenně, kde se seznámil s tvorbou antických i raně křesťanských autorů. Roku 565 poté, co se vyléčil z oční choroby, se vydal na děkovnou pouť k hrobu svatého Martina z Tours, při níž se přes Alpy a údolí Rýna dostal do Met, kde se stal dvorním básníkem krále Sigiberta I. Zde se seznámil s Radegundou a Řehořem z Tours, pod jejichž vlivem v opatství Svatého Kříže v Poitiers přijal kněžské svěcení a okolo roku 599 byl jmenován biskupem. Zemřel v prvních letech 7. století. I když nikdy nebyl kanonizován, přesto se neoficiálně připomíná jeho svátek 14. prosince, údajně den výročí jeho smrti.
Z jeho díla se zachovalo jedenáct knih, které tvoří přechod mezi starověkou a středověkou literaturou. Jeho prozódie odráží germánské a hispero-latinské vlivy na klasický literární jazyk. Psal převážně náboženské chvalozpěvy a elegie, jeho básně Pange Lingua Gloriosi, Proelium Certaminis a Vexilla Regis jsou dosud součástí katolické liturgie (avšak ještě před velkým schizmatem), známá je také mariánská skladba O Gloriosa Domina. Jeho texty zhudebnili Anton Bruckner, Arthur Sullivan a další autoři. Zanechal rovněž hagiografie svatého Martina, svatého Albína z Angers a svaté Radegundy. Kromě toho je autorem epigramů, panegyriků, korespondence, příležitostných veršů a další světské literatury, v níž zanechal unikátní svědectví o způsobu života a mravech vyšších vrstev v raném středověku.